# Live-Evil
Live-Evil är ett dubbelalbum av Miles Davis inspelat dels live, dels i studio under 1970. Grundmaterialet på albumet är inspelat live på klubben The Cellar Door i Washington, D.C., den 19 december 1970. Ytterligare material från konserterna samma vecka gavs ut 2005 som CD-boxen The Cellar Door Sessions. 
Det är ett av Davis mest aggressiva och ohämmade album. Han åtföljs av ett band med bland andra Keith Jarrett (Rhodes-piano och Fenderorgel), Michael Henderson (bas), Jack DeJohnette (trummor), Airto Moreira (percussion) och Gary Bartz (saxofon). John McLaughlin på elgitarr och Chick Corea på Rhodes-piano gästar på några spår, liksom Herbie Hancock, Joe Zawinul och Hermeto Pascoal.

## Låtlista
Alla låtar skrivna av Miles Davis där inget annat anges.

### Skiva ett
1. "Sivad" - 15:13 (live)
2. "Little Church" (Pascoal) - 3:14 (studio)
3. "Medley: Gemini/Double Image" (Davis, Zawinul) - 5:53 (studio)
4. "What I Say" - 21:09 (live)
5. "Nem Um Talvez" - 4:03 (studio)

### Skiva två
1. "Selim" - 2:21 (studio)
2. "Funky Tonk" - 23:26 (live)
3. "Inamorata and Narration by Conrad Roberts" - 26:29 (live)